# Boston Terrier

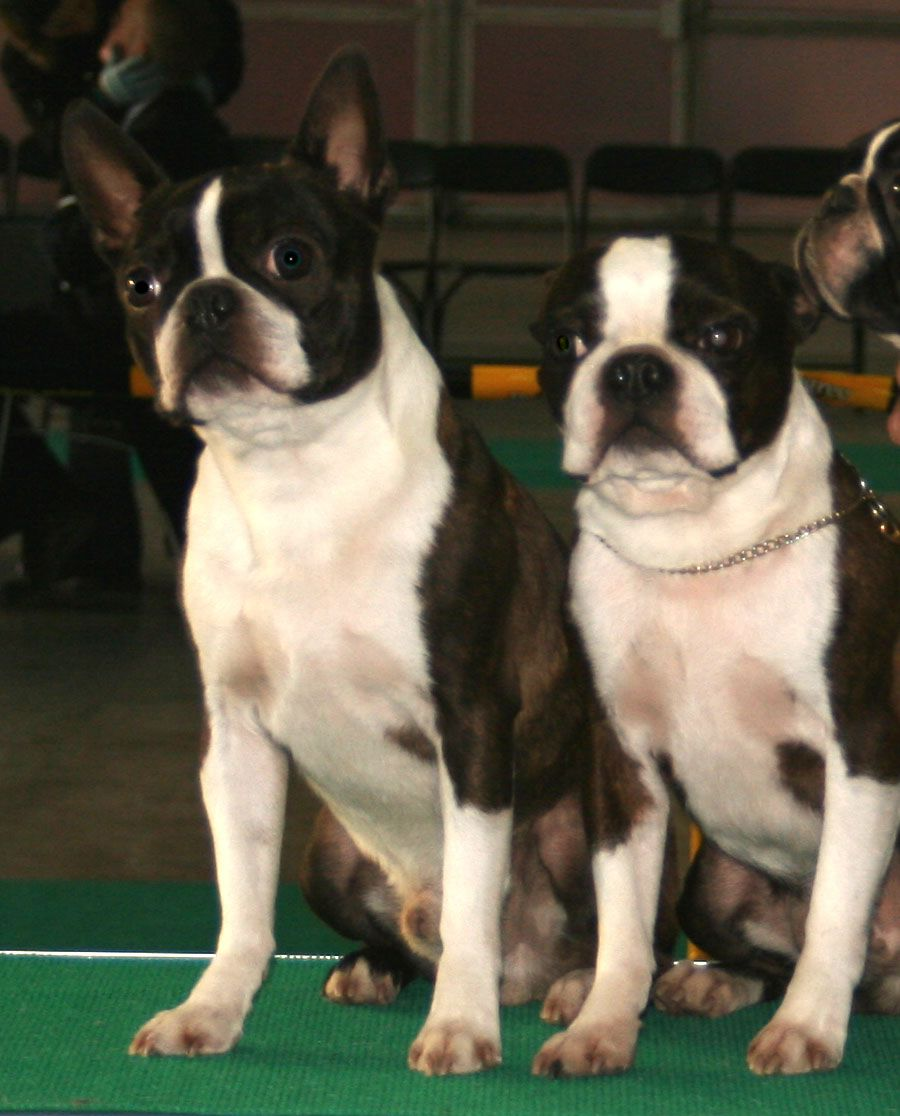
Boston terier

El Boston Terrier és un gos molt sociable amb els de la seva mateixa raça, fins i tot amb els del seu mateix sexe.
El Boston-Terrier és un gos compacte, ben proporcionat i de cos curt. Les seves extremitats són fortes i musculoses. Les orelles se solen tallar en forma de punta o bé es deixen les naturals de forma de ratpenat. Té una cua curta i fina que s'acostuma a tallar. El seu pèl és curt, llis, brillant i de textura fina, i la capa és llisa, de color tigrada, negra o foca combinat amb el blanc que té en el musell, al front, al pit i a les potes.

## Característiques
- Alçada a la creu: uns 30 cm
- Pes: de 6 a 7 kg aproximadament
- Capa: tigrada o negra amb taques blanques
- Mitjana de vida: dotze anys
- Caràcter: juganer, alerta, ferma i obedient
- Relació amb els nens: excel·lent
- Relació amb altres gossos: bona
- Aptituds: gos de companyia
- Necessitats de l'espai: adaptat a la vida d'interior
- Alimentació del Boston Terrier: de 120 a 180 g. diaris d'aliment complet sec
- Arranjament: cap
- Cost manteniment: reduït

## Classificació
- Classificació general: Races de gossos petits
- Classificació segons la AKC: Grup 6: Gossos de companyia
- Classificació segons la FCI: Grup 9: Gossos de companyia i joguina> Molosoides de talla petita

## Origen
A finals del segle xix, els nord-americans van crear la seva primera raça, el Boston-Terrier, resultant de diversos encreuaments en què trobem com a principals parents el Bulldog i el Bull Terrier, tots dos procedents d'Anglaterra. Va ser proclamat mascota oficial de l'estat de Massachusetts el 1979 pel governador Edward King, que havia estat propietari d'un exemplar en la seva joventut.

## Comportament
El Boston Terrier és alegre, orgullós, juganer, afectuós i molt digne. Amb els seus amos és un gos molt lleial. A l'interior de la llar es mostra tranquil i es comporta com un bon gos guardià. Sol ser pacífic però sap defensar-se perfectament. Li agrada la companyia d'altres gossos.

## Cures específiques i Salut
El Boston Terrier és un gos fàcil de mantenir. És molt net i no té olor de gos, tant per instint com pel seu pèl curt.
Es recomana que des de ben petit se li ensinistri, per així evitar un caràcter lluitador i antisocial d'adult.
El Boston Terrier és una raça molt resistent però tot i això pateix molts problemes congènits i hereditaris, problemes de sordesa, cor i cataractes juvenils.